# 彦根市立城東小学校
彦根市立城東小学校（ひこねしりつ じょうとうしょうがっこう）は、滋賀県彦根市京町2丁目にある公立小学校。校名に城東を冠しているが、実際には彦根城の南東に位置する。

## 沿革
- 1886年（明治19年）11月1日 - 開校[2]。
- 1893年（明治26年）11月 - 「彦根東尋常小学校」に改称。
- 1895年（明治28年）
  - 京町に新校舎を落成し、移転[3]。
  - 各分教場を廃止[3]。
  - 7月 - 彦根高等小学校を統合し、「彦根町立彦根尋常高等小学校[4]」に改称[5]。
- 1911年（明治44年） - 彦根町立彦根工業学校を併設（1913年まで[3]）[6]。
- 1924年頃（大正13年頃） - 校舎を改築[7]。
- 1937年（昭和12年）2月11日 - 市制施行に伴い、「彦根市立彦根尋常高等小学校」に改称[8]。
- 1941年（昭和16年）4月 - 国民学校令施行に伴い、「彦根国民学校」に改称[9]。
- 1947年（昭和22年）4月1日 -学制改革に伴い、「彦根市立城東小学校」に改称[8][10]。
- 1949年（昭和24年）12月 - 民族学級を開設（約10年間）[11]。
- 1954年（昭和29年） - 本館を落成[3]。
- 1981年（昭和56年）3月 - 普通教室棟を落成[12]。
- 1982年（昭和57年）
  - 1月8日 - 校木「くろがねもち」を植樹[13]。
  - 3月 - 校舎と体育館を改築[14][12]。
- 1989年（平成元年）7月1日 - 彦根市立彦根幼稚園が仮園舎として借用（翌年まで）[15]。
- 2001年（平成13年） -  耐震補強を実施[14]。

## 教育目標
- 自助の友愛の精神を基盤に、生きる力をはぐくみ、心豊かでたくましい子どもを育成する[16]

## 施設概要
主な施設。面積は延床面積を記載。
- 校舎
  - 管理教室棟（1,870 m2） - 1977年竣工の鉄筋コンクリート造4階建て[17]。
  - 普通教室棟（2,458 m2） - 1981年竣工の鉄筋コンクリート造4階建て[17]。
  - 教室棟（1,301 m2） - 1982年竣工の鉄筋コンクリート造2階建て[17]。
- 屋内運動場（1,050 m2） - 1982年竣工の鉄筋コンクリート造平屋建て[17]。
- プール - 1965年竣工の鉄筋コンクリート造。大小2つある[17]。
- 校庭（4,381 m2[1]）

## 通学区域と進学先中学校
出典

### 通学区域
- 元、船、旭、佐和、立花、中央、銀座、芹橋1丁目、河原1丁目 - 3丁目、錦、大東、京町1丁目 - 3丁目、橋向、新、芹中、大橋
- 後三条（後三条町714番のうち1号・2号・5号 - 14号、718番地 - 726番地、727番のうち3号・4号を除く。）
- 古沢町（西日本旅客鉄道敷から西、市道元町船町線から南、猿ケ瀬川から北の区域に属する古沢513番11号から513番15号）

### 進学先中学校
- 彦根市立東中学校

## 交通アクセス

### 鉄道
- JR西日本・近江鉄道彦根駅の西口から、徒歩約12分（約740m）。

### バス
- 近江鉄道バス・湖国バス三津屋線・城北大藪線（城西小学校前経由）・平田線（岡町会館経由・県立盲学校前経由）で、「京町」停留所下車後、
  - 県立大学・三津屋・城西小学校・市立病院・岡町会館・南彦根駅方面行のりばから、徒歩約2分（約110m）。
  - 彦根駅行のりばから、徒歩約3分（約170m）。

## 学校周辺
- 彦根市武道場
- 滋賀県道25号彦根近江八幡線
- 滋賀県道206号神郷彦根線
- 彦根郵便局
- NTT西日本彦根別館
- 大垣共立銀行彦根支店
- 彦根市役所中央町別館

このほか、川村歯科医院などの医療機関や外馬場公園などの公園、及び蓮華寺などの寺院も点在する。

## 著名な出身者
- 高祖保 - 詩人[19]
- 児玉一造 - 実業家。3年時に退学処分を下され転校したが、3か月後に復校している[20]。
- 田原総一朗 - ジャーナリスト、評論家。3年時に学区整理により、佐和山小学校へ転校した。